# ان‌جی‌سی ۲۰۶۷
ان‌جی‌سی ۲۰۶۷ (انگلیسی: NGC 2067) یک سحابی بازتابی در صورت فلکی شکارچی است. این سحابی در سال ۱۸۷۶ توسط ویلهلم تمپل کشف شد. این سحابی بخشی از گروهی از سحابی‌ها است که شامل مسیه ۷۸، ان‌جی‌سی ۲۰۷۱ و ان‌جی‌سی ۲۰۶۴ است.

## External links
- The Interactive NGC Catalog Online: NGC 2067
- NASA/IPAC Extragalactic Database: NGC 2067